# 282e régiment d'infanterie
Pour les articles homonymes, voir 282e régiment.
Le 282e régiment d'infanterie (282e RI) est un régiment d'infanterie de l'Armée de terre française constitué en 1914 avec les bataillons de réserve du 82e régiment d'infanterie.
À la mobilisation, chaque régiment d'active créé un régiment de réserve dont le numéro est le sien plus 200.

## Création et différentes dénominations
- Août 1914 : 282e Régiment d'Infanterie
- Mai  1916 : dissolution avec reversement des effectifs aux 204e et 289e régiment d'infanterie (effet au 1er juin 1916)

## Historique des garnisons, combats et batailles du282eRI

### Première Guerre mondiale

#### Affectation

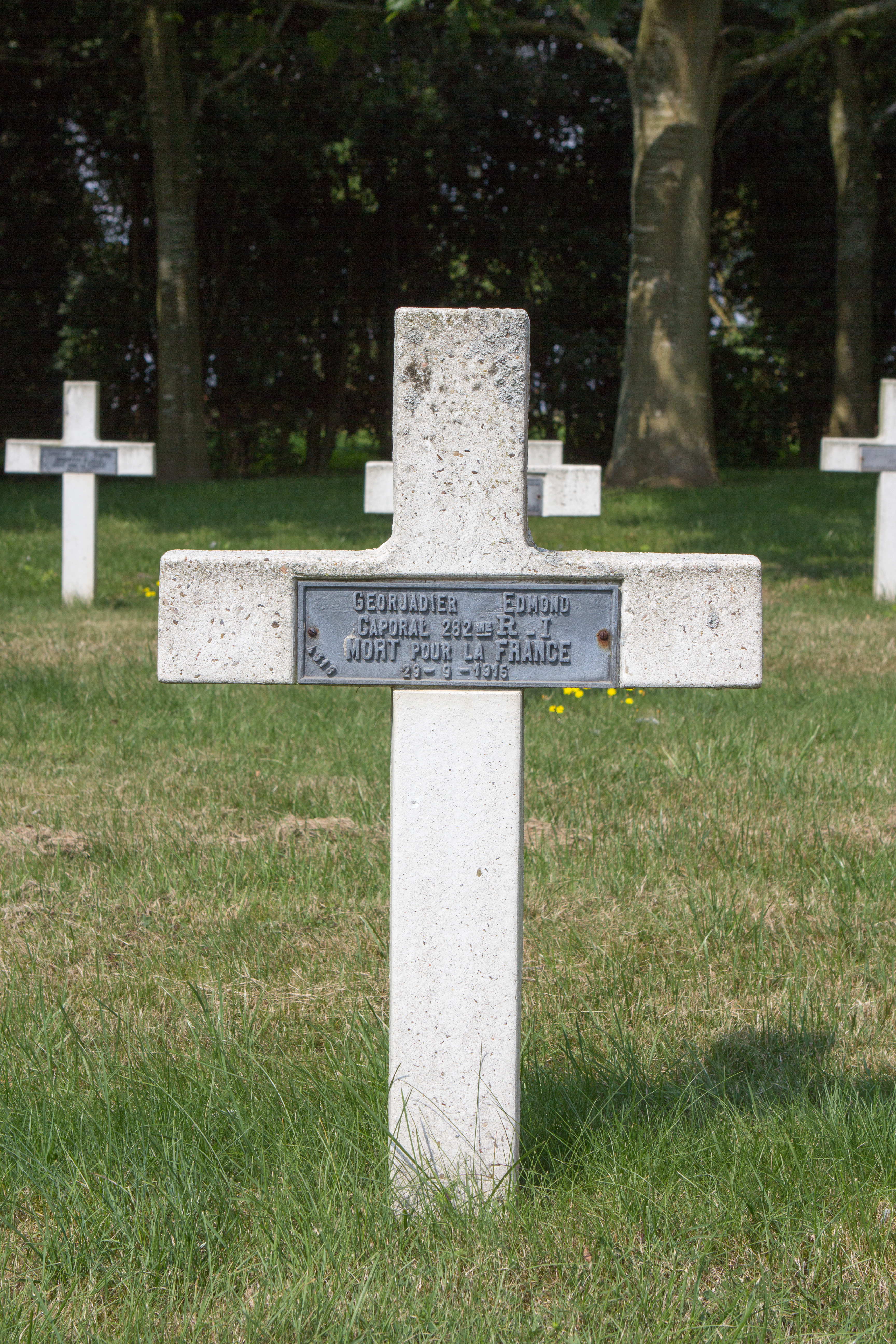
Tombe d'un soldat du RI, mort à Souchez en septembre 1915 lors de la troisième bataille d'Artois.

- 55e division d'Infanterie, composée de la 109e brigade (204e, 282e, 289e) et de la 110e brigade (231e, 246e, 276e), faisant partie du 3e Groupement de division de réserve (GDR) de la 3e armée française, d'août 1914 à mai 1916.

#### 1914
- Casernements : Montargis, Troyes
- Composition :
  - 5e bataillon : 17e, 18e, 19e et 20e compagnies ;
  - 6e bataillon : 21e, 22e, 23e et 24e compagnies.

#### 1915
Le régiment participe aux offensives de l'Artois du printemps 1915 et de l'automne 1915.

#### 1916
Dissolution

## Drapeau
Il porte, cousues en lettres d'or dans ses plis, les inscriptions suivantes :
- l'Ourcq 1914
- Artois 1915